# Klaes Karppinen
Klaes Karppinen (o Klaus; Iisalmi, 9 ottobre 1907 – Iisalmi, 24 gennaio 1992) è stato un fondista finlandese.

## Biografia
Karppinen ottenne il primo risultato di rilievo ai Campionati finlandesi del 1934, quando vinse l'oro nella 17 km; in seguito non sarebbe riuscito a ottenere altri allori nazionali fino al 1941, al termine della sua carriera agonistica, quando vinse la staffetta. Ben più ampio il suo palmarès internazionale, conquistato soprattutto in sede iridata, che ne fa uno dei più titolati atleti della sua epoca.
Dopo il ritiro dalle competizioni lavorò come agricoltore.

## Palmarès

### Olimpiadi
- 1 medaglia, valida anche ai fini iridati:
  - 1 oro (staffetta a Garmisch-Partenkirchen 1936)

### Mondiali
- 9 medaglie, oltre a quella conquistata in sede olimpica e valida anche ai fini iridati:
  - 5 ori (staffetta a Sollefteå 1934; 18 km, staffetta a Vysoké Tatry 1935; staffetta a Lahti 1938; staffetta a Zakopane 1939)
  - 4 argenti (50 km a Vysoké Tatry 1935; staffetta a Chamonix 1937; 18 km, 50 km a Zakopane 1939)

### Campionati finlandesi
- 2 medaglie:
  - 2 ori (17 km nel 1934; staffetta nel 1941)